# Edward Materski
Edward Materski, né le 6 janvier 1923 à Vilnius et mort le 24 mars 2012 à Radom, est le premier évêque du diocèse de Radom, de 1992 à 1999.

## Notice biographique
Edward Henryk Materski, né à Vilnius, est ordonné prêtre le 20 mai 1947. Il est nommé évêque auxiliaire du diocèse de Kielce et évêque titulaire d'Aquae Sirenses le 29 octobre 1968. Dans la continuité, il est ordonné évêque le 22 décembre 1968. Il est nommé au diocèse de Sandomierz le 6 mars 1981, puis à celui de Radom le 25 mars 1992. Il se retire le 28 juin 1999, et meurt à Radom le 24 mars 2012, à l'âge de 89 ans. 

## Distinctions
- Commandeur avec étoile de l'ordre Polonia Restituta (29 juillet 2007)